# Hilario Díaz
Hilario Díaz López (Bellavista; 19 de enero de 1943) es un exfutbolista mexicano que jugaba como delantero.

## Selección nacional
No jugó ningún partido con la selección de México en el Campeonato de Naciones de 1965, pero resultó campeón.

### Participaciones en Campeonatos Concacaf
| Copa                                          | Sede      | Resultado | Part. | Goles |
| --------------------------------------------- | --------- | --------- | ----- | ----- |
| Campeonato de Naciones de la Concacaf de 1965 | Guatemala | Campeón   | 0     | 0     |

## Clubes
| Club                | País   | Año       |
| ------------------- | ------ | --------- |
| Coras F.C.          | México | 1960-1964 |
| Deportivo Cruz Azul | México | 1964-1968 |
| C.F. Laguna         | México | 1968-1970 |

## Palmarés

### Títulos internacionales
| Título                                | Equipo | Sede      | Año  |
| ------------------------------------- | ------ | --------- | ---- |
| Campeonato de Naciones de la Concacaf | México | Guatemala | 1965 |